# 563
563(오백육십삼)은 562보다 크고 564보다 작은 자연수다.

## 수학
- 103번째 소수(素數)다. 앞의 소수는 557, 다음 소수는 569다.
  - 19번째 안전 소수(↔ 281)다. 앞의 안전 소수는 503, 다음은 587이다.
  - 27번째 슈퍼 소수로, 563의 소수 순번인 103도 소수다. 앞의 슈퍼 소수는 547, 다음은 587이다.
- {\displaystyle 563=3^{2}+5^{2}+23^{2}=1^{2}+11^{2}+21^{2}}
  - 서로 다른 세 소수(3, 5, 23)의 제곱합으로 나타낼 수 있는 8번째 소수다. 이 성질을 지닌 앞의 수는 491, 다음 수는 587이다. (OEIS의 수열 A182479)
  - 공차가 10인 세 자연수(1, 11, 21)의 제곱합으로 나타낼 수 있는 가장 작은 수다. 이 성질을 지닌 다음 수는 632이다.

## 과학·기술
- NGC 563: 고래자리 방향에 있는 은하.
- 563 줄라이카(영어판): 소행성.
- 소켓 563: 마이크로PGA CPU 소켓의 하나.

## 군사
- U-563(영어판): 제2차 세계 대전에 사용된 나치 독일의 군용 잠수함.

## 문화유산
- 대한민국의 보물 제563호: 여수 흥국사 홍교

## 스포츠
- 563 병살: 야구에서 3루수→유격수→1루수의 순서로 공이 움직여 이루어지는 병살.

## 기타
- 연도: 563년, 기원전 563년